# Tagesanbruch-Maler
Der mit dem Notnamen benannte Tagesanbruch-Maler (englisch Daybreak Painter) war ein attischer Vasenmaler des Schwarzfigurigen Stils.
Der Tagesanbruch-Maler gehört zur Leagros-Gruppe und verzierte in erster Linie Lekythen und auch Oinochoen sowie die neue Form der Olpen. Der Vasenmaler zeichnet sich durch ein großes Farbgefühl und ein sicheres Auge für Details aus. Seine Werke werden ins späte 6. und frühe 5. Jahrhundert v. Chr. datiert.